# Homoranthus croftianus
Homoranthus croftianus är en myrtenväxtart som beskrevs av J.T.Hunter. Homoranthus croftianus ingår i släktet Homoranthus och familjen myrtenväxter.
Artens utbredningsområde är New South Wales. Inga underarter finns listade i Catalogue of Life.